# Trachiniae
Vrouwen van Trachis (Grieks: Τραχίνιαι / Trachiniai, Latijn: Trachiniae) is een Attische tragedie van de Griekse toneeldichter Sophokles.

## Samenvatting
Deianeira, de vrouw van Herakles, kan niet verwerken dat haar stoere gemaal met een minnares huiswaarts keert van zijn omzwervingen. Zij herinnert zich een tovermiddel, haar destijds door de valse centaur Nessos geschonken, waarmee zij volgens diens eigen woorden Herakles' liefde kan herwinnen.
Maar het middel is in werkelijkheid een boosaardig gif, dat Herakles waanzinnig maakt: hij springt in een vuurpoel om aan zijn lijden een einde te maken. Verteerd van wanhoop en wroeging slaat ook Deianeira de hand aan zichzelf. (Het koor = dames van Trachis, waar Deianeira in eenzaamheid leeft.)

## Nederlandse vertalingen
- 1668 – Herkules in Trachin – Joost van den Vondel
- 1903 – De Trachinische vrouwen – L.A.J. Burgersdijk
- 1960 – Trachinische meisjes – J. van IJzeren
- 1975 – De vrouwen van Trachis – Emiel De Waele
- 1984 – Herakles' dood. Vrouwen van Trachis – Jan Pieters
- 2004 – Meisjes uit Trachis – Hein van Dolen